# Конкурс імені Єжи Ґєдройця
Конкурс імені Єжи Ґєдройця — науковий конкурс для молодих українських дослідників, присвячений польській тематиці та польсько-українським взаєминам.

## Історія
Конкурс започатковано у 2006 році, в 100-ту річницю від дня народження Єжи Ґєдройця, з метою вшанування його внеску в розвиток польської політичної думки та історії Польщі.
Єжи Ґєдройць був засновником та директором Літературного інституту в Парижі, редактором відомого емігрантського журналу «Kultura (Париж)», а також видавцем серій «Історичні зошити» та «Бібліотека „Культури“».
Особливу роль Ґєдройць відіграв у розвитку польсько-українського діалогу.

## Мета
Конкурс покликаний стимулювати наукові дослідження серед молодих українських науковців та сприяти зміцненню добросусідських відносин між Україною та Польщею.

## Організація
Організатором конкурсу є Польський інститут у Києві, у співпраці з Центром східноєвропейських студій Варшавського університету, Прикарпатським національним університетом ім. Василя Стефаника, за підтримки Посольства Республіки Польща в Києві.
У 2024 році конкурс відновлено після п'ятирічної перерви під почесним патронатом Міністра закордонних справ Республіки Польща Радослава Сікорського.

## Умови участі
Участь у конкурсі можуть брати молоді громадяни України, які є авторами:
- бакалаврських робіт
- магістерських робіт
- дисертацій на здобуття ступеня доктора філософії (кандидата наук)

Тематика робіт має стосуватися польської тематики або польсько-українських відносин.

## Нагороди
Капітула конкурсу присуджує дипломи та фінансові нагороди:
За бакалаврську роботу
- I місце — 1000 EUR
- II місце — 700 EUR
- III місце — 500 EUR

За магістерську роботу
- I місце — 1500 EUR
- II місце — 1000 EUR
- III місце — 700 EUR

За дисертацію
- I місце — 2000 EUR
- II місце — 1500 EUR
- III місце — 1000 EUR[1][2].

## Лауреати 2024 року
Церемонія нагородження лауреатів конкурсу 2024 року відбулася 2 грудня в Посольстві Республіки Польща в Києві.
Переможці в номінації «Докторська дисертація»:
- I премія — Орися Віра (Український католицький університет)
- II премія — Роман Івашко (Львівський національний університет імені Івана Франка)
- III премія — Андрій Савчук (Прикарпатський національний університет імені Василя Стефаника)[3]

Магістерська робота:
- I премія — Світлана Олійник (Харківський національний університет мистецтв імені І. П. Котляревського)
- II премія — Артем Школьний (Національний університет «Києво-Могилянська академія»)
- III премія — Роман Мартинчук (Львівський національний університет імені Івана Франка)[3]

Бакалаврська робота:
- I премія — Оксана Воловодюк (Прикарпатський національний університет імені Василя Стефаника)
- II премія — не присуджено
- III премія — Лілія Горбачова (Національний університет «Львівська Політехніка»)[3]